# New York Stock Exchange

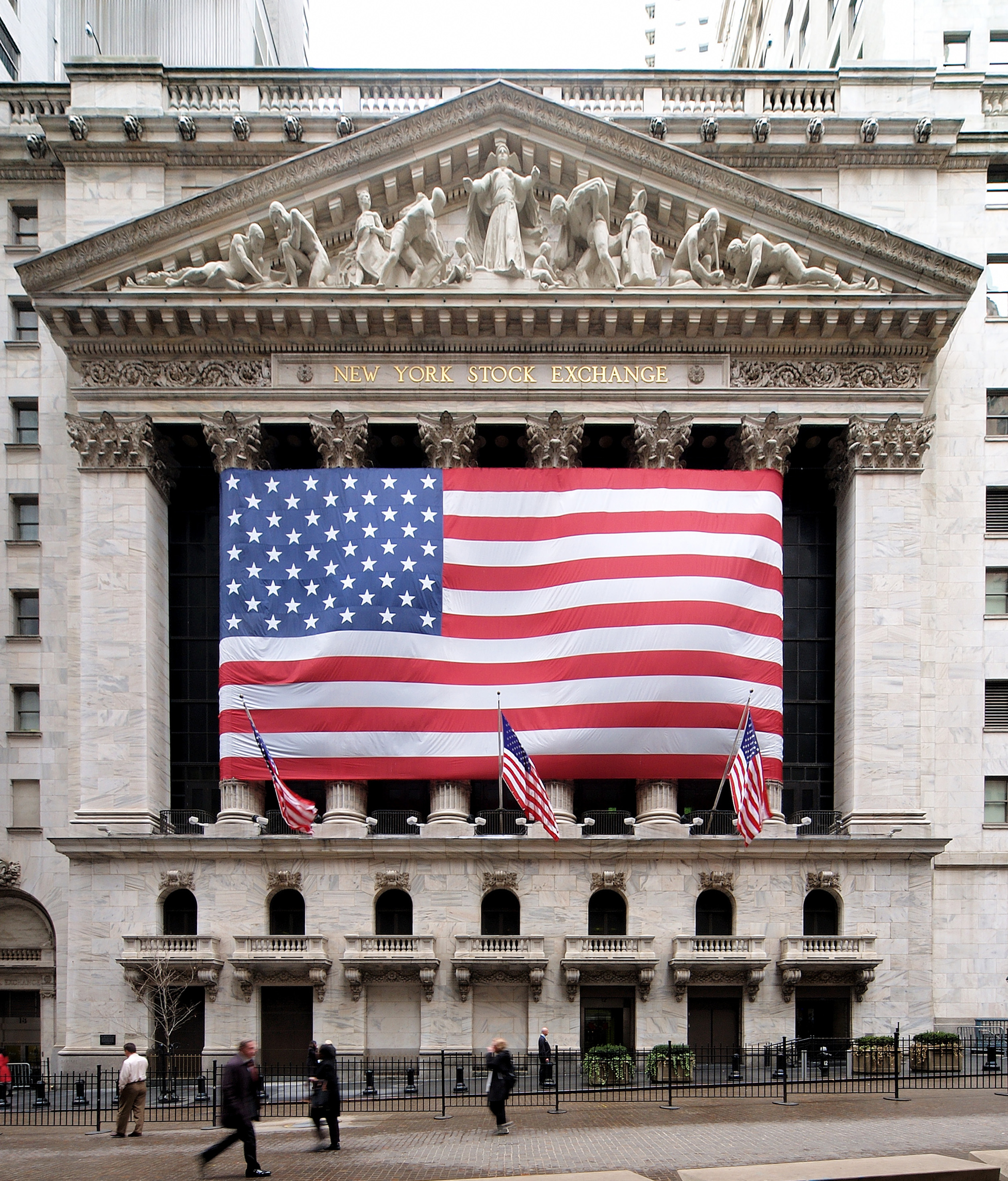
Budynek giełdy

Nowojorska Giełda Papierów Wartościowych (ang. New York Stock Exchange, NYSE) – amerykańska giełda papierów wartościowych, założona w 1817 r. jako New York Stock & Exchange Board; największa giełda papierów wartościowych na świecie.
Jej siedziba mieści się w Nowym Jorku, pod adresem 11 Broad Street, na rogu Wall Street.
Obrót papierami wartościowymi odbywa się w całości elektronicznie.
Na giełdzie notowanych jest 1867 spółek (2015), w tym m.in. General Electric Co., General Motors Corp., Hewlett-Packard Co. czy International Business Machines Corporation.
Przeciętny dzienny obrót wynosi około 1,46 mld walorów o wartości 46,1 mld USD.

## Historia
24 października 1929 roku przeszedł do historii jako czarny czwartek i był pierwszym dniem gwałtownej wyprzedaży akcji na nowojorskiej giełdzie. Mimo próby uspokojenia sytuacji następnego dnia, 28 i 29 października DJIA stracił kolejno 12,82% i 11,73%. Krach z 1929 roku doprowadził do śledztwa komisji senackiej i szerokich zmian regulacyjnych.
Największy w historii indeksu dzienny procentowy spadek wartości indeksu Dow Jones Industrial Average zanotowano 19 października 1987 roku. Był to tzw. czarny poniedziałek. Tego dnia DJIA tracił 22,6% swojej wartości.
Z powodu zamachów z 11 września 2001 roku giełda nie funkcjonowała do 17 września.
Największy dzienny punktowy spadek indeksu DJIA odnotowano 29 września 2008 roku w trakcie kryzysu finansowego.
Giełdę codziennie otwiera ktoś inny, m.in. politycy, celebryci lub gwiazdy show-biznesu.

## Handel
Sesje NYSE odbywają się od poniedziałku do piątku (z wyjątkiem świąt federalnych) w godzinach 09:30–16:00 czasu wschodniego (15:30–22:00 czasu polskiego) i są jednymi z najkrótszych sesji giełdowych na świecie; NYSE umożliwia w tym czasie handel udziałami spółek publicznych.

## Indeksy
- Nasdaq-100
- Dow Jones Industrial Average (DJIA)
- S&P 500